# Colibrí ermità nan
El colibrí ermità nan (Phaethornis idaliae) és una espècie d'ocell de la família dels troquílids (Trochilidae) que habita clars dels boscos, sabanes i garrigues de les terres baixes fins als 250 m al sud-est del Brasil.